# Canistrum montanum
Canistrum montanum là một loài thực vật có hoa trong họ Bromeliaceae. Loài này được Leme mô tả khoa học đầu tiên năm 1997.

## Hình ảnh

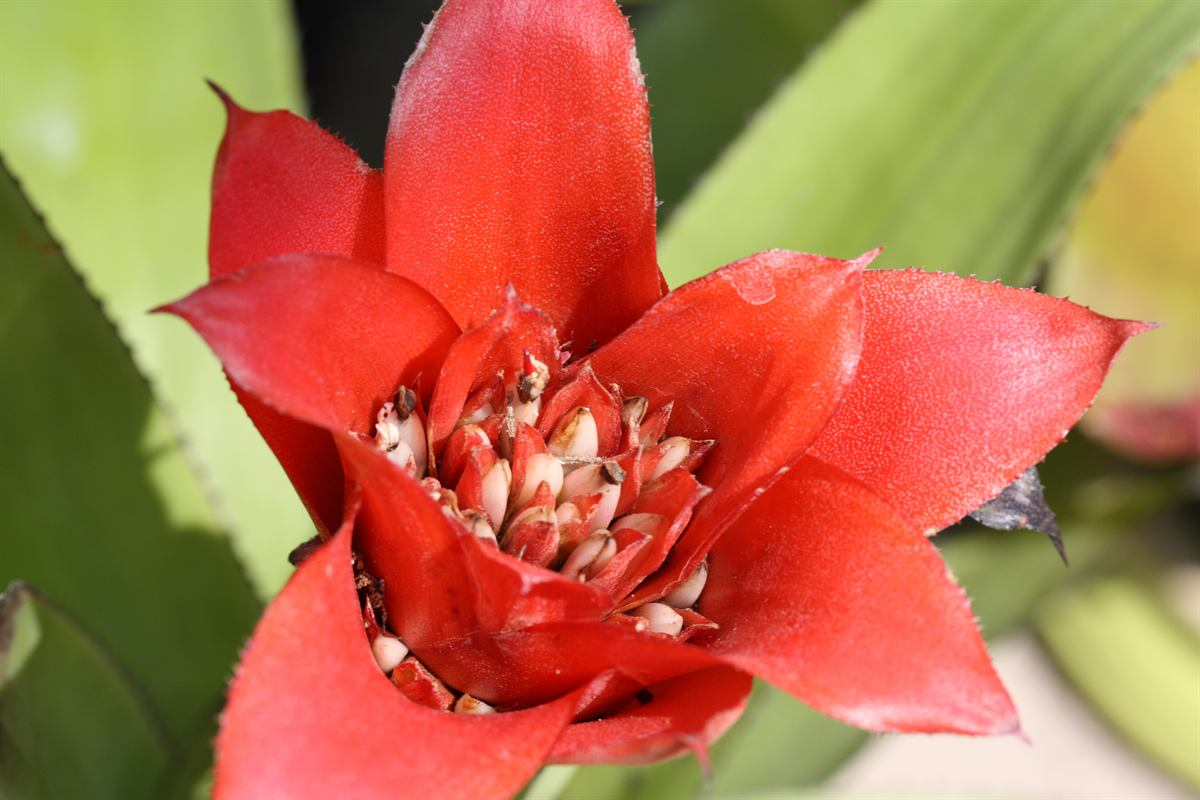